# Colonia Victoria (Misiones)
Colonia Victoria, también conocida simplemente como Victoria, es una localidad y municipio argentino de la provincia de Misiones, situado dentro del departamento Eldorado. Su principal vía de comunicación es la ruta Nacional N.º 12, que la comunica al sur con Eldorado y Posadas, y al norte con María Magdalena y Puerto Iguazú.
El municipio cuenta con una población de 2678 habitantes, según el censo del año 2001 (INDEC).
A comienzos del siglo XX la zona era poblada por obreros golondrina y mensúes que acampaban temporalmente en lo que se conocía como Puerto Colón (hoy Puerto Victoria EJD, deshabitado). En 1933 llegaron traídos por el londinense de origen alemán Adolf J. Schwelm los primeros colonos e inmigrantes británicos e irlandeses (una veintena de personas de apellidos como Lawrence, Thornton, Lambert, Prim Rosses y Nottidge), quienes quisieron hacer un homenaje a la reina Victoria designando al lugar como Colonia Victoria. La colonización fue un fracaso pues casi todos los inmigrantes retornaron a Inglaterra y en los años 1970s quedaba por la zona solamente un colono viviendo con su esposa en un establecimiento rural. Este fue el último intento de 'colonización' con inmigrantes británicos en Argentina. Se publicaron por aquellos años algunas críticas en el diario de la colectividad británica de Argentina, el Buenos Aires Herald.
En 1956 se creó la primera Comisión de Fomento, antesala del actual municipio.
La principal actividad económica es la forestación, seguida por el cultivo de citrus y yerba mate.